# Actinopyga spinea
Actinopyga spinea е вид морска краставица от семейство Holothuriidae. Видът е незастрашен от изчезване.

## Разпространение и местообитание
Разпространен е в Австралия и Нова Каледония.
Среща се на дълбочина от 11,1 до 70,3 m, при температура на водата от 24,2 до 26,6 °C и соленост 35,1 – 35,5 ‰.